# Alex Britti
Alex Britti (teljes nevén: Alessandro Britti , Róma, 1968. augusztus 23. –) olasz énekes.

## Élete
1998 nyarán vált ismertté, amikor Solo una vita (o tutta la vita) című dala az olasz toplisták első helyére került. Az év októberében jelent meg It.Pop című albuma amiből 300 000 példányt vettek meg.
1999-ben szerepelt a Sanremói Dalfesztiválon , és megnyerte az Oggi sono io című dalával a fiatalok versenyét.2000-ben kiadta La Vasca című második albumát , erről az Una su millione (Egy a millióból) című dala lett a legismertebb. 2003-ban kiadta 3 című albumát, legújabb albuma Festa címmel 2005-ben jelent meg.

## Albumai
- It.Pop – 1998
- La vasca – 2000
- 3 – 2003
- Festa – 2005
- Alex Britti: MTV Unplugged – 2008
- .23 – 2009